# Sistema de antígeno Kell
O sistema de antígenos Kell (também conhecido como sistema Kell-Cellano) é um sistema de grupo sanguíneo humano, ou seja, grupo de antígenos na superfície das hemácias humanas que são importantes determinantes do tipo sanguíneo e são alvos de doenças autoimunes ou aloimunes que destroem glóbulos vermelhos. Os antígenos Kell são K, k, Kp a, Kp b, Js a e Js b . Os antígenos Kell são peptídeos encontrados dentro da proteína Kell, uma endopeptidase dependente de zinco transmembrana de 93 quilodaltons que é responsável pela clivagem da endotelina-3 .

## Proteína
O gene KEL codifica uma glicoproteína transmembranar tipo II que é o antígeno do grupo sanguíneo Kell altamente polimórfico . A glicoproteína Kell liga-se através de uma única ligação dissulfeto à proteína de membrana XK que transporta o antígeno Kx . A proteína codificada contém sequência e semelhança estrutural com membros da família neprilisina (M13) de endopeptidases de zinco .
Existem vários alelos do gene que cria a proteína Kell. Dois desses alelos, K 1 (Kell) e K 2 (Cellano), são os mais comuns. A proteína kell está fortemente ligada a uma segunda proteína, XK, por uma ligação dissulfeto . A ausência da proteína XK (como através de deleção genética ou através de uma única mutação pontual na região de codificação do gene XK ), leva a uma redução acentuada dos antígenos Kell na superfície dos glóbulos vermelhos. A ausência da proteína Kell (K 0 ), entretanto, não afeta a proteína XK.
A proteína Kell também foi recentemente designada CD238 ( grupo de diferenciação 238).

## Associação de doenças

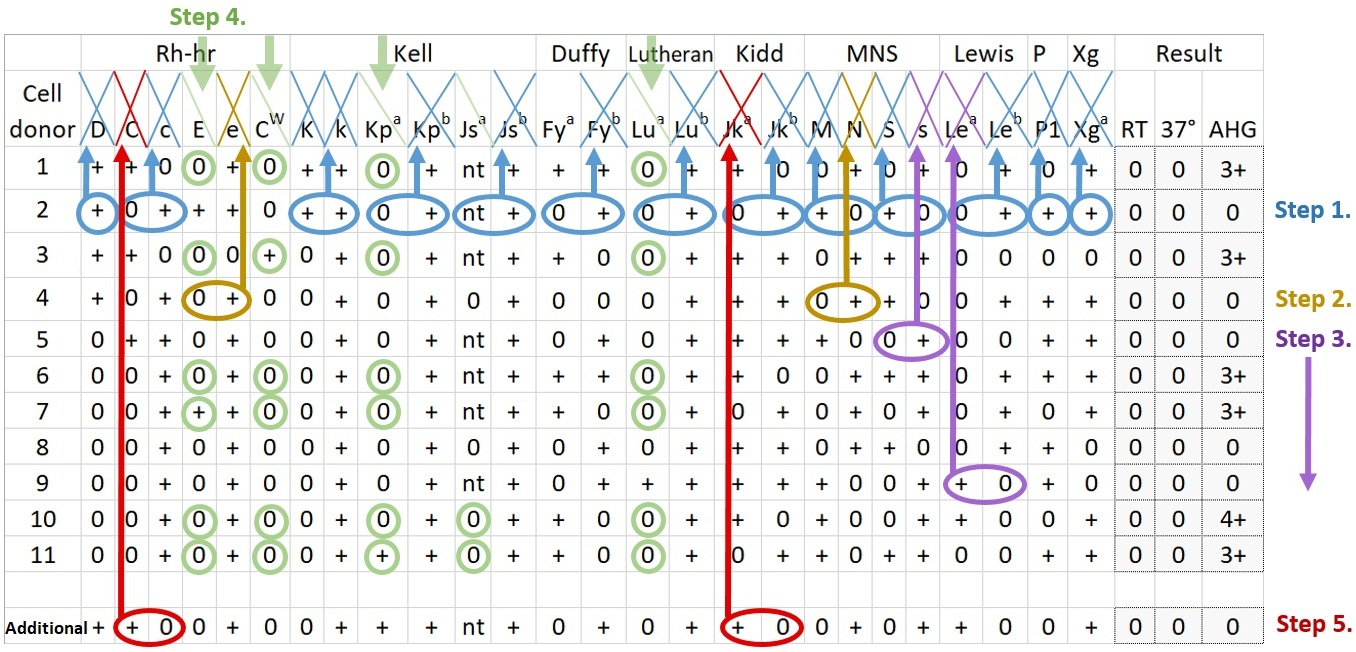
Interpretação do painel de anticorpos para detectar anticorpos do paciente para os sistemas de grupos sanguíneos humanos mais relevantes, incluindo Kell.

Os antígenos Kell são importantes na medicina transfusional, anemia hemolítica autoimune e doença hemolítica do recém-nascido (anti-Kell) . O anti-K é o próximo anticorpo de eritrócitos imune mais comum após aqueles no sistema ABO e Rh. O anti-K apresenta-se tipicamente como aloanticorpo da classe IgG. Indivíduos sem um antígeno Kell específico podem desenvolver anticorpos contra antígenos Kell quando transfundidos com sangue contendo esse antígeno. Isto é particularmente verdadeiro para o antígeno "K" que mostra uma antigenicidade relativamente alta e frequência moderadamente baixa (~9%) em populações caucasianas. Anti-K também pode ocorrer após hemorragia transplacentária (TPH) associada ao parto, tornando Kell uma preocupação importante para a doença hemolítica do recém-nascido . Após a formação do anti-K, as transfusões de sangue subsequentes podem ser marcadas pela destruição das novas células por esses anticorpos, processo conhecido como hemólise . O anti-K não se liga ao complemento, portanto a hemólise é extravascular. Indivíduos sem antígenos K (K 0 ) que formaram um anticorpo para um antígeno K devem ser transfundidos com sangue de doadores que também são K 0 para evitar hemólise. 
A anemia hemolítica autoimune (AIHA) ocorre quando o corpo produz um anticorpo contra um antígeno de grupo sanguíneo em seus próprios glóbulos vermelhos. Os anticorpos levam à destruição dos glóbulos vermelhos com anemia resultante. Da mesma forma, uma mulher grávida pode desenvolver anticorpos contra hemácias fetais, resultando em destruição, anemia e hidropisia fetal em um processo conhecido como doença hemolítica do recém-nascido (HDN). Tanto a AIHA quanto a HDN podem ser graves quando causadas por anticorpos anti-Kell, pois são os antígenos mais imunogênicos depois dos sistemas de grupos sanguíneos ABO e Rhesus . 

## Fenótipo McLeod
O fenótipo de McLeod (ou síndrome de McLeod) é uma anomalia ligada ao X do sistema de grupos sanguíneos Kell em que os antígenos Kell são mal detectados por testes laboratoriais. O gene McLeod codifica a proteína XK, uma proteína com características estruturais de uma proteína transportadora de membrana, mas de função desconhecida. O XK parece ser necessário para a síntese ou apresentação adequada dos antígenos Kell na superfície dos glóbulos vermelhos. 

## História
O grupo Kell recebeu o nome da primeira paciente descrita com anticorpos para K 1, uma gestante chamada Sra. Kellacher em 1945. Sra. Cellano também era uma mulher grávida com os primeiros anticorpos descritos para K 2 . O fenótipo K 0 foi descrito pela primeira vez em 1957 e o fenótipo McLeod foi encontrado em Hugh McLeod, um estudante de odontologia de Harvard, em 1961. O rei Henrique VIII da Inglaterra pode ter tido tipo sanguíneo Kell-positivo, explicando a morte de sete de seus dez filhos no nascimento, ou logo após, e sugerindo que sua deterioração mental por volta dos 40 anos poderia ser explicada pela síndrome de McLeod; isso foi apoiado pela revelação de que Henrique pode ter herdado Kell de sua bisavó materna, Jacquetta de Luxemburgo .

## Outras associações
Evidências apóiam uma ligação genética entre o grupo sanguíneo Kell (no cromossomo 7 q33) e a capacidade de provar feniltiocarbamida, ou PTC, um composto de tioureia de sabor amargo. As proteínas receptoras do sabor amargo nas papilas gustativas da língua que reconhecem o PTC são codificadas no locus cromossômico próximo 7 q35-6. 